# Supercopa da Inglaterra de 1967
A Supercopa da Inglaterra de 1967 foi a 45ª edição do torneio, disputada em partida única entre o campeão da Football League First Division (Manchester United) e o campeão da Copa da Inglaterra (Tottenham).
As equipes fizeram um empate em 3 a 3 e compartilharam o título do torneio.

## Participantes
| Equipe            | Classificação                                        |
| ----------------- | ---------------------------------------------------- |
| Manchester United | Campeão da Football League First Division de 1966–67 |
| Tottenham         | Campeão da Copa da Inglaterra de 1966–67             |

## Partida
| 12 de agosto | Manchester United           | 3 – 3     | Tottenham                             | Old Trafford, Manchester                   |
|              | Charlton 18', 20' · Law 72' | Relatório | Robertson 2' · Jennings 8' · Saul 49' | Público: 54 106 Árbitro: ENG Eric Jennings |